# Jan Paweł Rogalski

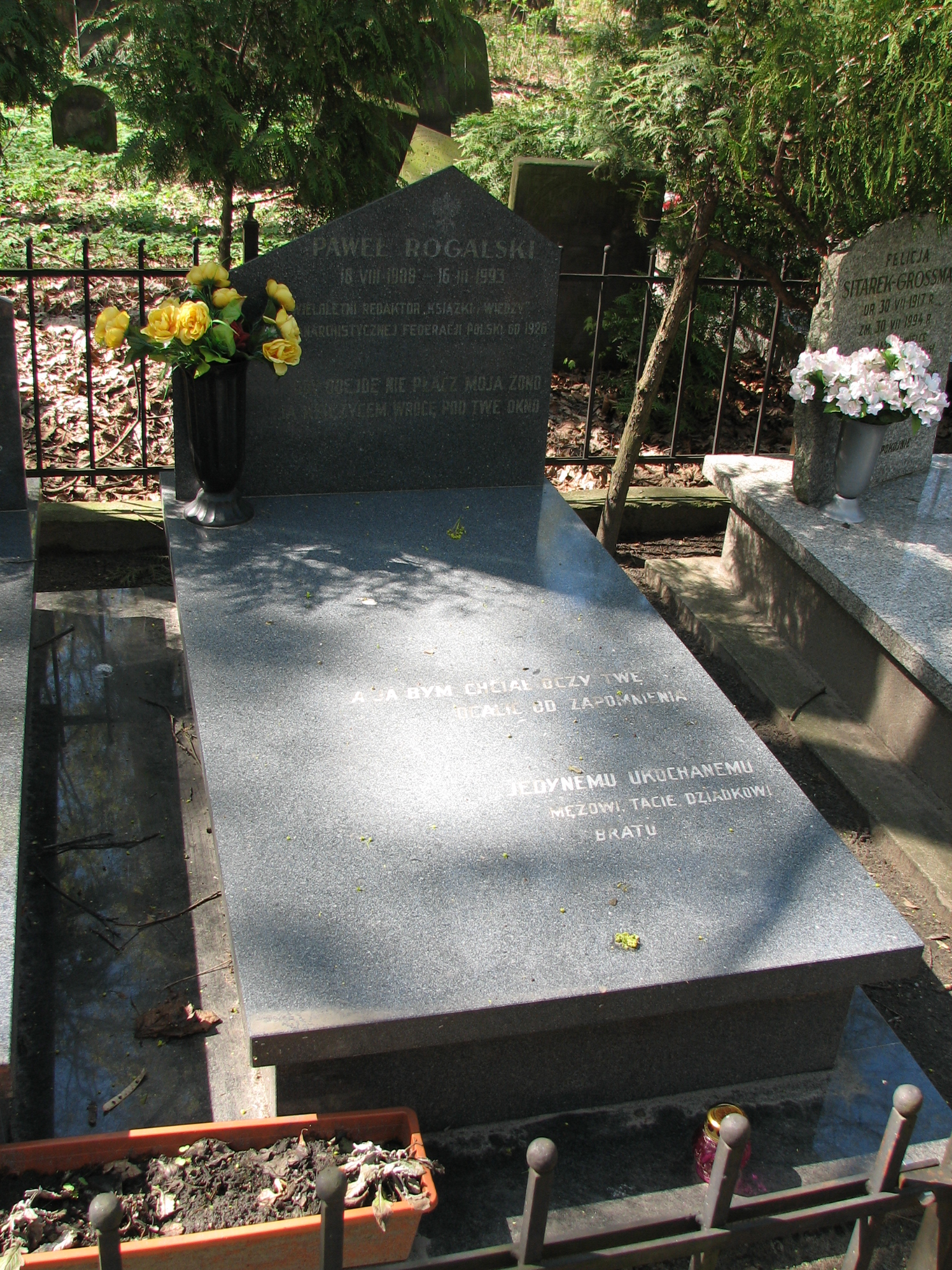
Grób Jana Pawła Rogalskiego

Jan Paweł Rogalski, pierwotnie Jan Szlamowicz, ps. Paweł (ur. 18 sierpnia 1908 w Warszawie, zm. 16 marca 1993 w Warszawie) – polski anarchista, członek Anarchistycznej Federacji Polski.

## Życiorys
Urodził się w rodzinie żydowskiej, jako syn Szymona (zm. 1939) i Edwardy (zm. 1942). Miał dwie siostry: Felicję (1917–1994, żonę działacza socjalistycznego Pawła Grossmana) i Esterę, zamordowaną wraz z dwójką dzieci podczas II wojny światowej. Jego żoną była Helena Edwarda Sławeczyńska (1912-2007).
Przed II wojną światową był pracownikiem gazety „Ostatnie Wiadomości”. W 1924 redagował socjalistyczny „Nowy Zew”. Dwa lata później rozpoczął studia w Wolnej Wszechnicy Polskiej na Wydziale Nauk Polityczno-Społecznych. W 1927 wstąpił do Anarchistycznej Federacji Polski, gdzie współpracował z Jerzym Borejszą oraz rozpoczął działalność w grupie samokształceniowej Benjamina Wolmana. Za swoją działalność został aresztowany w 1929. W następnym roku wyjechał do Francji, gdzie m.in. studiował na Uniwersytecie Paryskim; do Polski wrócił w 1932.
W październiku 1939 wraz z Romanem Jabłonowskim organizował socjalistyczny ruch oporu. W sierpniu 1942 dzięki pomocy Bernarda Konrada Świerczyńskiego wraz z żoną uciekł z getta warszawskiego i zamieszkał po aryjskiej stronie w mieszkaniu przy ulicy Sieleckiej 54. W czasie powstania warszawskiego wraz z rodziną został nieskutecznie aresztowany przez Ukraiński Legion Samoobrony. Do końca wojny ukrywał się w Nadarzynie.
W 1946 współzakładał łódzki Spółdzielczy Instytut Wydawniczy „Słowo”, którego działalność została skrytykowana rok później na posiedzeniu Komitetu Centralnego Polskiej Partii Robotniczej (spółdzielnię zamknięto w 1949). W styczniu 1947 na zaproszenie Rosy Pesotty wyjechał do Stanów Zjednoczonych w celu przeprowadzenia wykładów na temat warszawskiego getta oraz powstania. Od 1949 do końca działalności zawodowej pracował w wydawnictwie Książka i Wiedza.
Pochowany jest wraz z żoną na cmentarzu żydowskim przy ulicy Okopowej w Warszawie.